# 多鹵代化合物

十溴二苯醚的構造。十溴二苯醚屬於多鹵代化合物

多鹵代化合物（Polyhalogenated compounds）簡稱PHC，是指其中有許多卤素取代基的化合物。因為這類化合物容易在人體內累積，而且其中有許多有毒及致癌的化學物質，因此格外受到關注。像多溴二苯醚（PBDE）、多氯聯苯（PCB）、多氯二聯苯戴奧辛化合物（PCDD）、全氟化物（PFC）都是多鹵代化合物，這些都是有機化合物，其中也有不少是鹵代烃。多鹵代化合物多半不會和在有機溶劑或是水混溶，不過有些會和被卤素取代前的烃類或是有機化合物混溶。

## 用途
多鹵代化合物用在許多製品中，例如木材處理、鍋具的塗層（避免食物沾鍋）、防水、阻燃劑及阻燃塗層、化妝品、醫藥、電容器或是變壓器中的絕緣液體、食物容器及保鮮膜。多鹵代化合物用在包括家具、汽车、飛機、塑料、服装、手術、絕緣、粘著劑、油漆、塗料、密封膠、潤滑油、聚氨酯泡沫、癌症治療及醫學影像。在病虫害防治中也用到大量多鹵代化合物。

## 安全性
多鹵代化合物中包括許多著名的危險物質，例如橙劑、滴滴涕、有機氯殺蟲劑及其他农药。許多多鹵代化合物雖然不是农药或是殺蟲劑，但也有類似的安全性問題。

## 分類
- 多氯化合物，例如多氯聯苯、多氯二聯苯戴奧辛化合物（PCDD）、六氯酚（英语：hexachlorophene）、多氯二聯苯呋喃（英语：dibenzofurans）（PCDF）、多氯苯氧基苯酚（英语：polychloro phenoxy phenol）（PCPP）、多氯二苯醚（PCDE）。
- 多溴化合物，例如聚溴二苯醚、聚溴聯苯（PBBs）
- 全氟化物
- 多碘化合物

## 化合物的裂解
雖然多鹵代化合物會在人體內累積，不過目前已經有專利，在製造時透過電解移除多鹵代化合物中的鹵素。另一種方式則是用厭氧細菌來處理。